# Список об'єктів, названих на честь Жана Лерона д'Аламбера
Наступне було названо на честь Жана Лерона д'Аламбера (Даламбера) (фр. Jean le Rond d'Alembert; 1717—1783) — французького математика, філософа-енциклопедиста, фізика:
- Формула д'Аламбера
- Принцип д'Аламбера — Лагранжа
- Ознака д'Аламбера
- Оператор д'Аламбера (Даламбертіан)
- Статуя д'Аламбера
- 5956 д'Аламбер — астероїд головного поясу
- д'Аламбер — ударний кратер у північній півкулі зворотного боку Місяця.